# Hélder Câmara
Dom Hélder Pessoa Câmara (7. února 1909 – 27. srpna 1999) byl brazilský katolický kněz, významný představitel teologie osvobození. V letech 1964 až 1985 zastával úřad arcibiskupa v Recife.

## Život
Za své filantropické aktivity dostal přezdívku „Biskup slumů“. Založil Banco da Providencia, poskytující mikroúvěry. Žil velmi skromně (pocházel ze dvanácti dětí), v arcibiskupské rezidenci v Recife ubytovával lidi bez přístřeší. Jako vůdce Brazilské biskupské konference byl velkým kritikem brazilské vojenské diktatury, dostával četné výhrůžky smrtí. Na vietnamskou válku reagoval knihou Spirála násilí. V roce 1973 byl navržen na Nobelovu cenu míru.
| „               | Když dávám chudým jídlo, tak jsem prý světec. Když se ptám, proč chudí nemají na jídlo, tak jsem prý komunista. | “ |
| — Hélder Câmara | |   |